# Ёлки 11
«Ёлки 11» (на этапе разработки назывались «Ёлки сказочные») — российский комедийный новогодний фильм режиссёров Александра Карпиловского и Александра Котта, Сергея Трофимова и Егора Чичканова, а также продюсеров Лалы Рустамовой и Тимура Асадова, созданный российской компанией «Bazelevs», выкупленной у Тимура Бекмамбетова в 2023 году. Является одиннадцатой основной частью в серии фильмов, двенадцатой по счёту и вторым перезапуском, начинающую новую последовательность. Поскольку в фильме не присутствует не одного актёра из фильма «Ёлки 10», данную картину нельзя назвать сиквелом. Главные роли в ленте исполнили Дмитрий Нагиев, Рузиль Минекаев и Бурак Озчивит. Сергей Бурунов озвучивает закадровый голос, заменяя Константина Хабенского. Слоган фильма: «Зимой будет жарко».
Фильм «Елки 11» представляет собой традиционную для франшизы череду переплетающихся новелл, действие которых разворачивается в разных городах России в канун Нового года. Главные герои, как уже знакомые, так и новые, переживают чудесные события, переосмысливают ценности и делают важный выбор. Одна из новелл рассказывает о девушке из Альметьевска, мечтающей о встрече со звездой сериалов, Бураком Озчивитом, и её пути к счастью. Другие истории включают в себя переосмысление отношений с родителями, заботу о близких и, конечно же, праздничное волшебство.
Премьера «Ёлок 11» состоялась 19 декабря 2024 года перед главным зимним праздником. Фильм получил неоднозначные отзывы критиков, которые, однако, посчитали его улучшением, по сравнению с недавними сиквелами, а также он стал большим кассовым успехом, заработав более 1.2 миллиарда рублей при бюджете в 140 миллионов, что стало лучшим результатом франшизы, обогнав прошлого рекордсмена серии — «Ёлки 3». Прямое продолжение, Ёлки 12, выйдут 18 декабря 2025 года.

## Сюжет
«Ёлки 11», подобно предыдущим фильмами, рассказывает о чудесах, происходящих в канун самого любимого праздника жителей России. В эти волшебные дни судьбы множества людей из разных уголков страны переплетутся самым неожиданным образом. Одним и и сделать правильный выбор, чтобы вступить в Новый год с новыми надеждами.
В Саяногорске пенсионерка Валентина грустно отказывается праздновать Новый год. Когда она работала в школе, перед праздниками её телефон ломился от поздравлений. После выхода на заслуженный отдых бывшую учительницу не поздравляют даже собственные дети — они вечно заняты.
Один сын, Юра, работает охранником у богатой семьи и нянчится с минипигом Костяном: жарит ему кабачки и гуляет с питомцем до магазина. Второй, капитан дальнего плавания Павел, в Калининграде пытается наладить личную жизнь. Недавно в соцсетях он познакомился с терапевтом Екатериной. Правда, оказалось, что писала Павлу не сама Екатерина, а её младшая дочь. Девочку расстраивало, что все мужчины бегут от мамы — сразу после того, как узнают, что у женщины пять детей и собака.
Тем временем в Москве супруги Рома и Лена готовятся поехать на корпоративный хоккейный матч. Там Рома будет отчаянно поддаваться тестю — по совместительству ещё и начальнику, который собирается сделать героя замом. Но на пороге внезапно появляется Виталий — папа Ромы, который прилетел из Саяногорска, чтобы наконец повидаться с сыном, передать ему варенье и сушеную рыбу.
А в Альметьевске девушка Настя пытается вырваться из дома злой мачехи и двух вредных сестер, чтобы попасть на новогодний бал с принцем — приехавшим из Турции актёром Бураком Озчивитом. Помогает ей в этом добродушный курьер Дамир.

## В ролях
- Дмитрий Нагиев — дядя Юра;
- Рузиль Минекаев — Дамир Соктоев;
- Виктор Хориняк — Рома
- Мария Раскина — Золушка из одноимённой новеллы;
- Кристина Бабушкина — мачеха Золушки / Лариса;
- Бурак Озчивит — камео;
- Михаил Трухин — Волков
- Антон Васильев — Павел
- Ирина Пегова — Катя
- Андрей Рожков — Виталий
- Валентина Мазунина — Галя
- Надежда Маркина — баба Валя
- Александр Михайлов — дед Миша
- Павел Ворожцов — Лёня
- Таисья Калинина — Соня
- Анатолий Журавлёв — Петров
- Алёна Долголенко — Лена
- Алиса Клагиш — Варя
- Никита Родионов — Костя
- Даниил Родионов — Денис
- Дмитрий Колчин — Хозяин
- Дмитрий Белоцерковский — Вадим
- Вячеслав Евлантьев — Виктор
- Сергей Бурунов — рассказчик, озвучка
- Виктория Айзентир —
- Артур Шайхутдинов —
- Александр Зеленцов —
- Дилбер Хусейин —
- Мирослава Малышкина-Малиновская — Кристина
- Вячеслав Пахалин —
- Вадим Руденко —
- Георгий Шабанов —

## Производство
Кинокомпания «Bazelevs» Тимура Бекмамбетова разрабатывает новую, одиннадцатую часть новогодней франшизы «Ёлки». Об этом в среду, 15 мая, сообщил телеграм-канал «Новости кинопроизводства». РБК Life направил запрос в пресс-службу кинокомпании. Изначально фильм должен был называться «Ёлки сказочные», но на каком-то этапе от этой идеи отказались.
«Стабильная стабильность. Вы можете перестать резать оливье на Новый год, но в декабре в прокате всё равно будут „Ёлки“», — говорится в публикации. По мнению инсайдеров, новая картина станет очередной перезагрузкой франшизы.
Одним из авторов сценария выступит Пётр Внуков («Мир! Дружба! Жвачка!», «Звоните ДиКаприо!», «Сладкая жизнь»). Создатели новых «Ёлок» рассказали, что рассчитывают на хорошие сборы новой картины, при том, что Ёлки 10 собрали в прокате около 4,5 миллиона долларов, что почти в 2 раза меньше, чем девятая часть.
Съёмки одиннадцатой части франшизы прошли летом 2024 года в Москве. В конце августа съёмочная группа переместилась в Альметьевск в Татарстане, где создавали новеллу под названием «Золушка». Режиссёром этой части фильма стал Александр Карпиловский, а остальные новеллы сняли Александр Котт, Егор Чичканов и Сергей Трофимов.
Все постановщики ранее работали над франшизой — Александр Котт снимал новеллы для пяти фильмов киносерии, Егор Чичканов писал сценарий для «Ёлок последних» и «Ёлок новых», а Сергей Трофимов был оператором практически всех частей киноальманаха.
Первый тизер-трейлер «Ёлок 11» появился в сети 3 октября 2024 года.

## Выпуск
Премьера фильма «Ёлки 11» состоялась в кинотеатрах 19 декабря 2024 года. 10 декабря в Москве прошла светская премьера фильма «Ёлки-11». По красной дорожке прошли Рузиль Минекаев, Мария Раскина, Андрей Рожков, Кристина Бабушкина, Ирина Пегова, режиссёр ленты Александр Карпиловский, сценарист и креативный продюсер Пётр Внуков и другие. Нагиев и Озчивит к журналистам не вышли.

### Кассовые сборы
Картина вышла в ограниченный прокат за неделю до выпуска, за который заработала более 46 миллионов рублей. За первый день фильм довёл сумму кассовых сборов до 65 миллионов рублей. На 21 декабря фильм заработал 122 108 511 рублей. По второму итогу уикенда лента может претендовать на 230 млн. Во второй уикенд заработал 314 960 753 рублей. Лента «Елки 11» с Дмитрием Нагиевым и Бураком Озчивитом стала самым кассовым фильмом франшизы. Новинка суммарно заработала 1 162 427 739 рублей за 27 дней проката. Предыдущий рекорд принадлежал третьей части.

### Критический приём
После выхода фильма рецензенты высказались по-разному: от восторженных хвалебных откликов до резкого неприятия. Так, некоторые критики сочли последнюю версию привлекательной и оригинальной, отмечая сильные стороны актёрского состава и продуманность визуализации, в то время как другие обвинили картину в отсутствии инноваций и потере атмосферы первоначальных картин. Портал «Критиканство» поставил фильму низкие баллы, оценив работу ниже средней отметки. Все четыре представленных обзора единогласно признали качество фильма неудовлетворительным, выделяя целый спектр недостатков, начиная от отсутствия оригинальных решений и заканчивая бледностью сюжета и плоскими образами главных персонажей. На сайте kz.kinoafisha.info отмечают, что одним из плюсов картины стал грамотный подбор актёров. Создатели отказались от блогеров и спорных звёзд, а вместо этого пригласили сильный каст: Дмитрия Нагиева, Ирину Пегову, Антона Васильева, Виктора Хориняка, Надежду Маркину, Михаила Трухина и других. По мнению автора, каждый из них добавил в свои роли глубину и искренность, что создало атмосферу, близкую к первым частям франшизы.

На сайте v1.ru редактор раздела «Культура» Дарья Костомина пишет, что даже турецкий актёр Бурак Озчивит и Рузиль Миникаев не смогли спасти ситуацию харизмой и хорошей игрой. По мнению автора, отсылки из детских сказок и возрождение героев из прошлых частей кинофраншизы делают сюжет пресным.
18 декабря 2024 года
Автор: Андрей Сидорчик
Каждый новый фильм из серии «Ёлки» убеждает в одном: успех картины зависит не столько от таланта режиссёра и сценариста, сколько от набора звездных имен. Для привлечения внимания зрителей используется буквально любое известное лицо, которое могло бы привлечь аудиторию. В результате большинство сцен выглядят так, будто сняты любителями, чей уровень мастерства далек от профессионального кинематографа. Лишь редкие моменты позволяют отвлечься от общего ощущения любительщины и насладиться картиной.

Оценка: ★☆☆☆☆
TramVision
30 декабря 2024 года
Автор: Эрик М. Кауфман
Новая глава знаменитой зимней сказки сохраняет верность своей основной идее: людям важно сохранять человечность и доброту. Невероятно приятно видеть на экране людей, готовых пересмотреть своё поведение ради близких и общества. Пусть финал зачастую получается простым и даже слегка наивным, это компенсируется теплом и оптимизмом, которым пропитана каждая история. Конечно, идеального баланса достичь не удаётся, но желание авторов напомнить нам о важности простых ценностей заслуживает уважения.

Оценка: ★★★☆☆
Uralweb.ru
20 декабря 2024 года
Автор: Василий Карпеев
Знаменитые российские актёры собрались вместе, чтобы показать яркий рождественский блокбастер, но в итоге показали нечто совершенно противоположное. Известные имена на афишах обещали интересный и весёлый фильм, но реальность оказалась гораздо печальнее. Великолепные таланты проявляют себя посредственно, теряя силу своего влияния перед слабостью самого материала. Динамика сюжета отсутствует, персонажам недостаёт глубины, а финальная развязка лишь подтверждает общую слабость картины.

Оценка: ★★☆☆☆
Кино@mail.ru
20 декабря 2024 года
Автор: Борис Гришин
Новый сезон легендарной франшизы «Ёлки» сохранил свое традиционное очарование, подарив зрителю знакомые образы и атмосферные сцены. Праздничная атмосфера города, яркие костюмы и энергичная музыка делают просмотр приятным занятием. Однако глубокие эмоции и искромётный юмор остаются в стороне. Сценарий насыщен стандартными ходами и немного притянутыми за уши ситуациями, создающими ощущение нелогичности происходящего. Более того, лучшая шутка фильма оказывается откровенным продакт-плейсментом, что выглядит удручающе и снижает общее восприятие картины.

Оценка: ★★☆☆☆
Журнал Т-Ж дал вердикт: Фильм будто не верит, что зритель сам сможет найти нужную эмоцию. Поэтому если конфликты, то с криками и самыми болезненными фразами. Если моменты счастья, то обязательно с песнями. Слезы, смех и аплодисменты в зале говорят, что это работает — но все равно кажется, что франшиза способна на большее. Даже когда количество фильмов в ней стало двузначным. 116.ru заявил: Этой части киноальманаха я бы поставила твердую пятерку… из десяти. Комедия, несмотря на минусы, получилась доброй, слишком наивной и в меру новогодней, на разок. Есть и весомый плюс: в этот раз обошлось без острых социальных проблем и политики.

## Продолжение
Генеральный директор кинокомпании «Базелевс» Тимур Асадов также сообщал, что уже сейчас идёт работа над следующей частью франшизы. Одна из новелл может снова случиться в Альметьевске, а значит, знамя «Татнефти» вновь украсит открывающие титры «Ёлок». Галина Стрижевская, продюсер нескольких частей серии, заявила, что если продолжать в том же направлении, то «Ёлки» могут ещё прожить две-три части.
Премьера киноленты запланирована на декабрь 2025 года. Роли в «Елках 12» исполнили Дмитрий Нагиев, Рузиль Минекаев, Андрей Рожков, Надежда Маркина, Ольга Картункова, Андрей Максимов, Борис Дергачев, Константин Белошапка и другие. Также в фильме примет участие блогер, певица, актриса Маш Милаш (Мария Камова).